# Bjerring
Bjerring er en forstad til Bjerringbro, men var oprindeligt en lille landsby (og et ejerlav). Bjerringbro er netop opkaldt efter "broen (over Gudenåen) ved Bjerring".
I Bjerring ligger Bjerring Kirke, som er Bjerring Sogns kirke.
Ejerlavet Bjerring er delt mellem Bjerring Sogn og Bjerringbro Sogn.
Et kuriosum er at polarforskeren Vitus Berings familie kom fra Bjerring og tog navn efter landsbyen.

## Etymologi
Navnet Bjerring er afledt af bjerg.

## Historie
Bjerring er nævnt første gang 1346 som Bering. Bjerring landsby bestod i 1682 af 9 gårde, 1 hus med jord og 11 huse uden jord. Det samlede dyrkede areal udgjorde 439,0 tønder land skyldsat til 65,15 tønder hartkorn. Dertil kom Bjerring mølle med 4,4 tønder land jord skyldsat til 0,59 tønder hartkorn. Dyrkningsformen var græsmarksbrug med tægter.